# Kutlu Torunlar
Kutlu Torunlar (Istanboel, 23 augustus 1968) is een Turks voormalig windsurfer.

## Resultaten
| Jaar | Plaats    | Resultaten  |
| ---- | --------- | ----------- |
| 1992 | Barcelona | 32e Lechner |
| 1996 | Atlanta   | 22e Mistral |